# بطولة كرة القدم الألمانية 1925

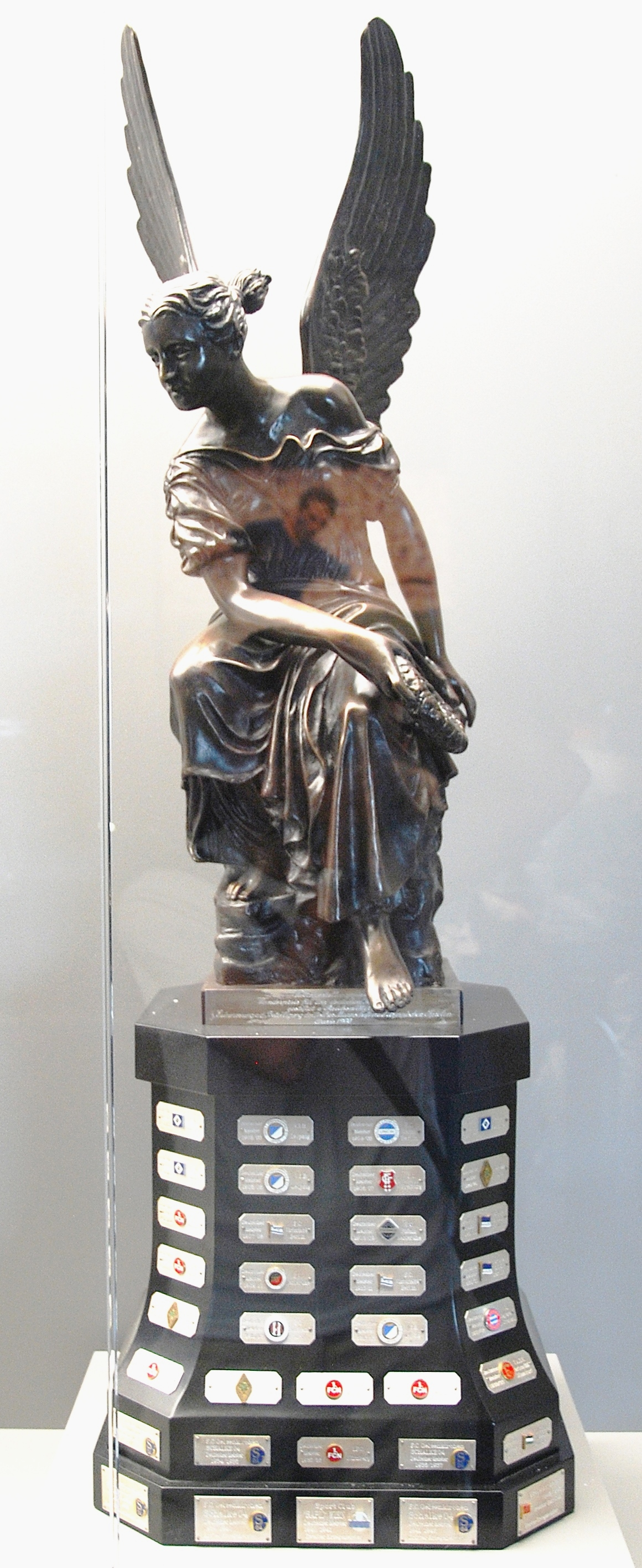
رمز يحتوي على الأندية المشاركة

بطولة كرة القدم الألمانية 1925 هو الموسم 18 من بطولة كرة القدم الألمانية ‏. أقيم خلال الفترة 3 مايو 1925 وحتى 7 يونيو 1925، وأشرف على تنظيمه اتحاد ألمانيا لكرة القدم، وكان عدد الأندية المشاركة فيه 16، وفاز فيه نادي نورنبرغ.